# 尾刺斧镖水蚤
尾刺斧镖水蚤（学名：Dolodiaptomus spinicaudatus）为镖水蚤科斧镖水蚤属的动物，是中国的特有物种。分布于云南等地，属于暖水性种类。其生活环境为淡水。